# Пираморфикс

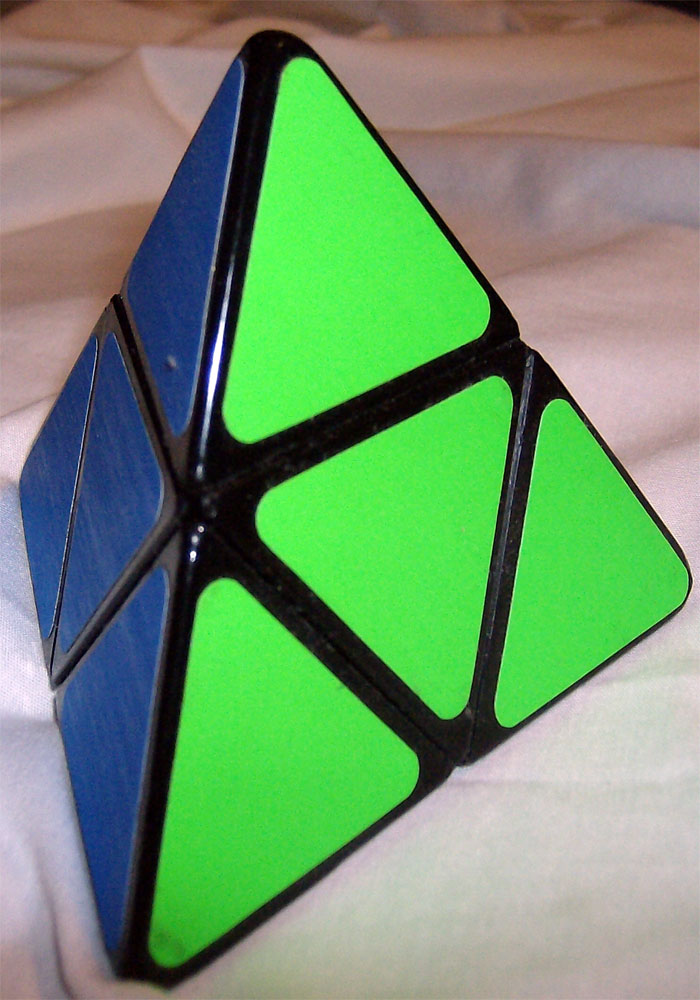
Собранный пираморфикс
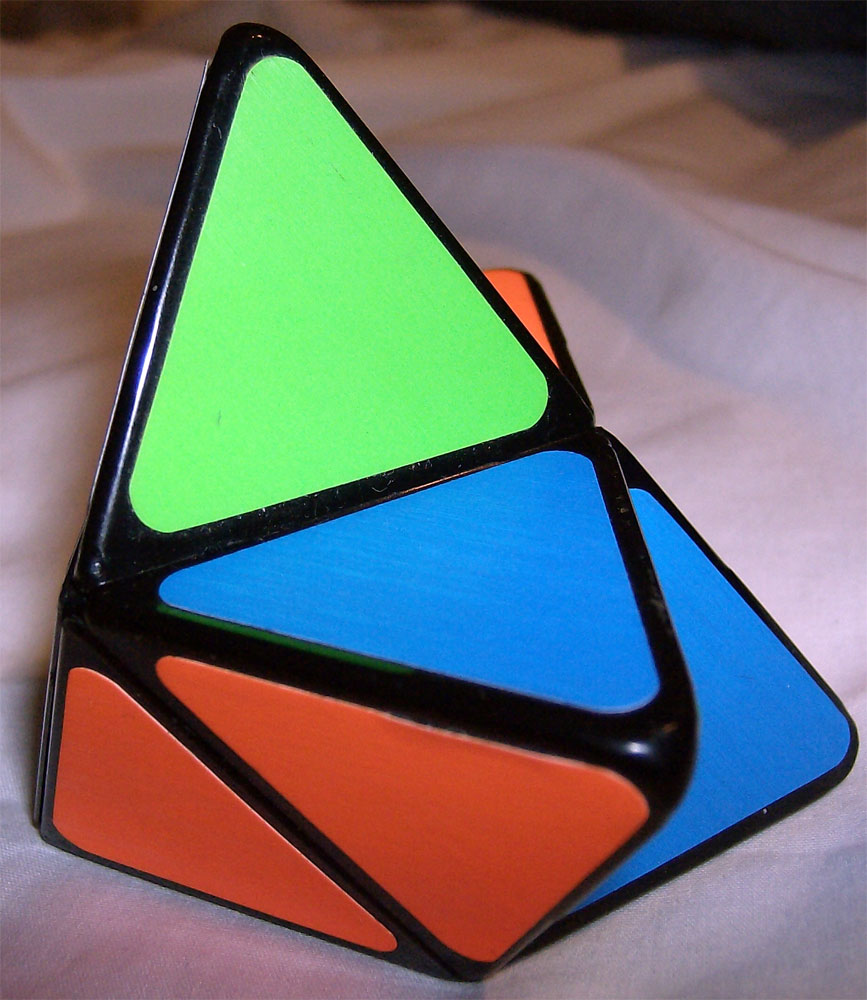
Разобранный пираморфикс

Пираморфикс (англ. Pyramorphix, от pyramid — пирамида, + morphix — способный менять форму) — перестановочная головоломка, в собранном виде выглядящая как уменьшенная версия обычной Пирамидки, но отличающаяся способом вращения элементов.

## Описание
Пираморфикс выглядит как стандартный тетраэдр, у которого поворачиваются четыре угла. На самом деле пираморфикс — это головоломка-полугиперкуб, представляющая версию кубика Рубика 2×2×2. Четыре угловые части поворачиваются и преобразуются в тетраэдры, а после следующего поворота, проходящего через повёрнутую часть, остальные четыре части преобразуются в плоские треугольники. Имеются несколько комбинаций разобранного пираморфикса, названия к ним придумал сам Мефферт: Лягушка-бык, Миграция епископа, Сомбреро, Декстро, Лево и Лягушка.
Первоначальным названием пираморфикса было «The Junior Pyraminx» (Детская пирамидка Мефферта). Название позже было изменено, чтобы отразить отличие от устройства кубика Рубика 2×2×2 — то, что пираморфикс может менять свою форму. Слово «junior» (детский) также уменьшало спрос взрослых людей. Единственная оставшаяся ссылка на название «Junior Pyraminx» находится на сайте Уве Мефферта.
Цель головоломки заключается в том, чтобы собрать правильную форму и одинаковые цвета на одной стороне.

## Количество комбинаций
Головоломка доступна как с цветными наклейками на лицевых гранях, так и с цветными блоками. Пираморфикс имеет 3 674 160 комбинаций — то же количество, что и у кубика Рубика 2×2×2.
Однако, если пираморфикс не может менять форму, количество комбинаций уменьшается. Оно будет составлять {\displaystyle 8!}, затем прибавляется 3 в 4 степени; результат делится на 24 — количество рёбер:
{\displaystyle {\frac {8!\times 3^{4}}{24}}=136080}

## Мастер Пираморфикс
Мастер Пираморфикс (Master Pyramorphix) представляет собой более сложный вариант пираморфикса. Его устройство идентично устройству кубика Рубика 3×3×3. По сравнению с пираморфиксом после потери формы он может принимать гораздо больше фигур. Он был изготовлен в Германии в 2009 году по заказу Уве Мефферта. На оригинале имелась надпись «Uwe Meffert Challenge».

### Количество комбинаций
Количество комбинаций равно:
{\displaystyle {8!\times 3^{7}\times 12!\times 2^{9}\times 4^{6}}\approx 8.86\times 10^{22}}.
Всего 88 580 102 706 155 225 088 000 комбинаций.
Если он не меняет свою форму, то комбинаций:
{\displaystyle {\frac {8!\times 3^{4}\times 12!\times 2^{10}\times 4^{6}}{6^{4}}}\approx 5.06\times 10^{18}}
Это равно 5 062 877 383 753 728 000.

### Фото

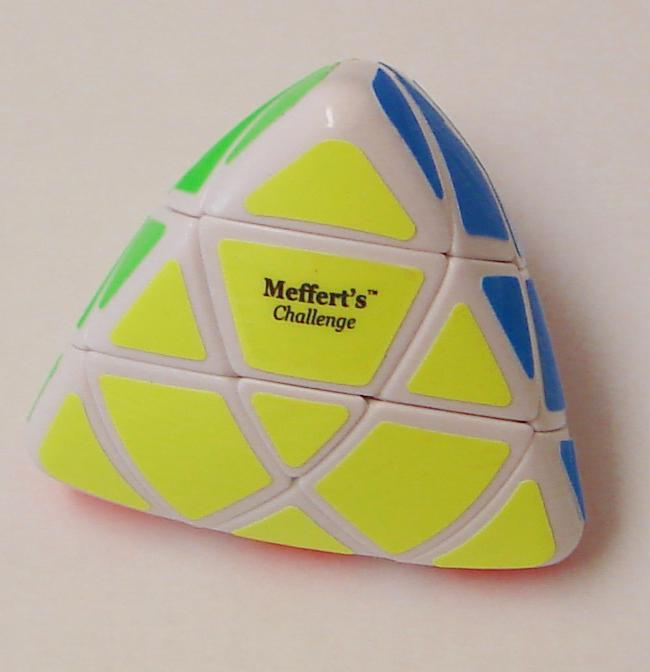
Собранный Мастер Пираморфикс
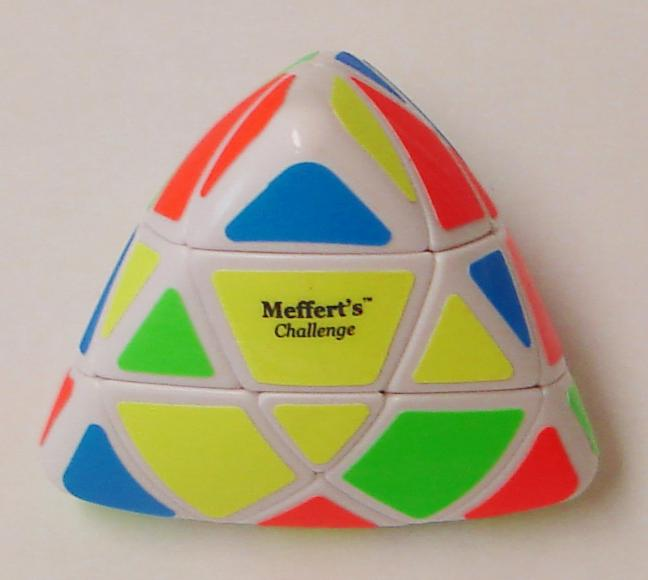
Мастер Пираморфикс с перемешанными цветами
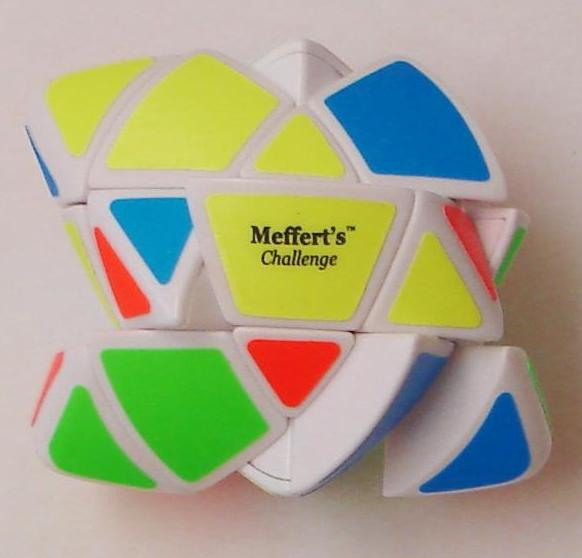
Мастер Пираморфикс с разобранной формой
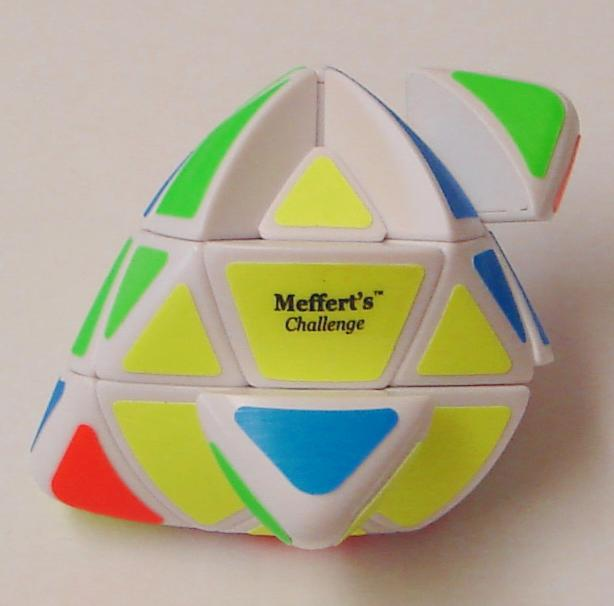
Частично решённый Мастер Пираморфикс
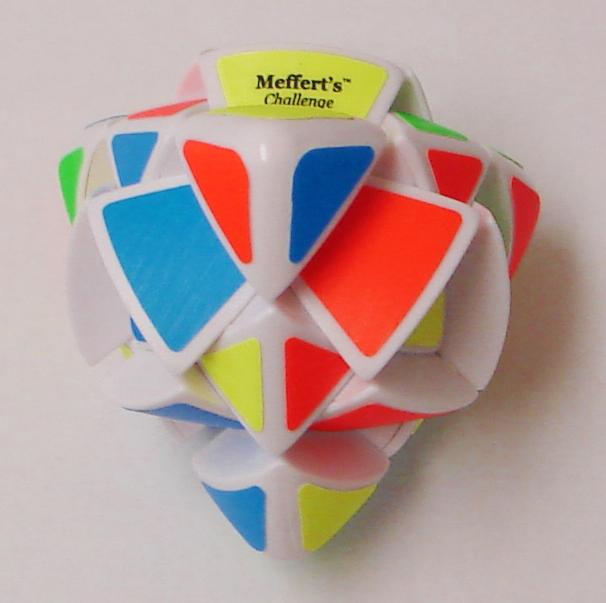
Мастер Пираморфикс с максимальной разобранностью. Эта комбинация соответствует комбинации «супер-флип» у кубика Рубика со сторонами 3×3×3